# (11582) Bleuler
(11582) Bleuler ist ein Asteroid des Hauptgürtels, der am 10. August 1994 vom belgischen Astronom Eric Walter Elst am La-Silla-Observatorium (IAU-Code 809) der Europäischen Südsternwarte in Chile entdeckt wurde.
Der Asteroid wurde nach dem Schweizer Psychiater Eugen Bleuler (1857–1939) benannt, der die Begriffe Schizophrenie und Autismus einführte und 1916 das Lehrbuch der Psychiatrie veröffentlichte.